# Filmographie de David Bowie
Pour un article plus général, voir David Bowie.

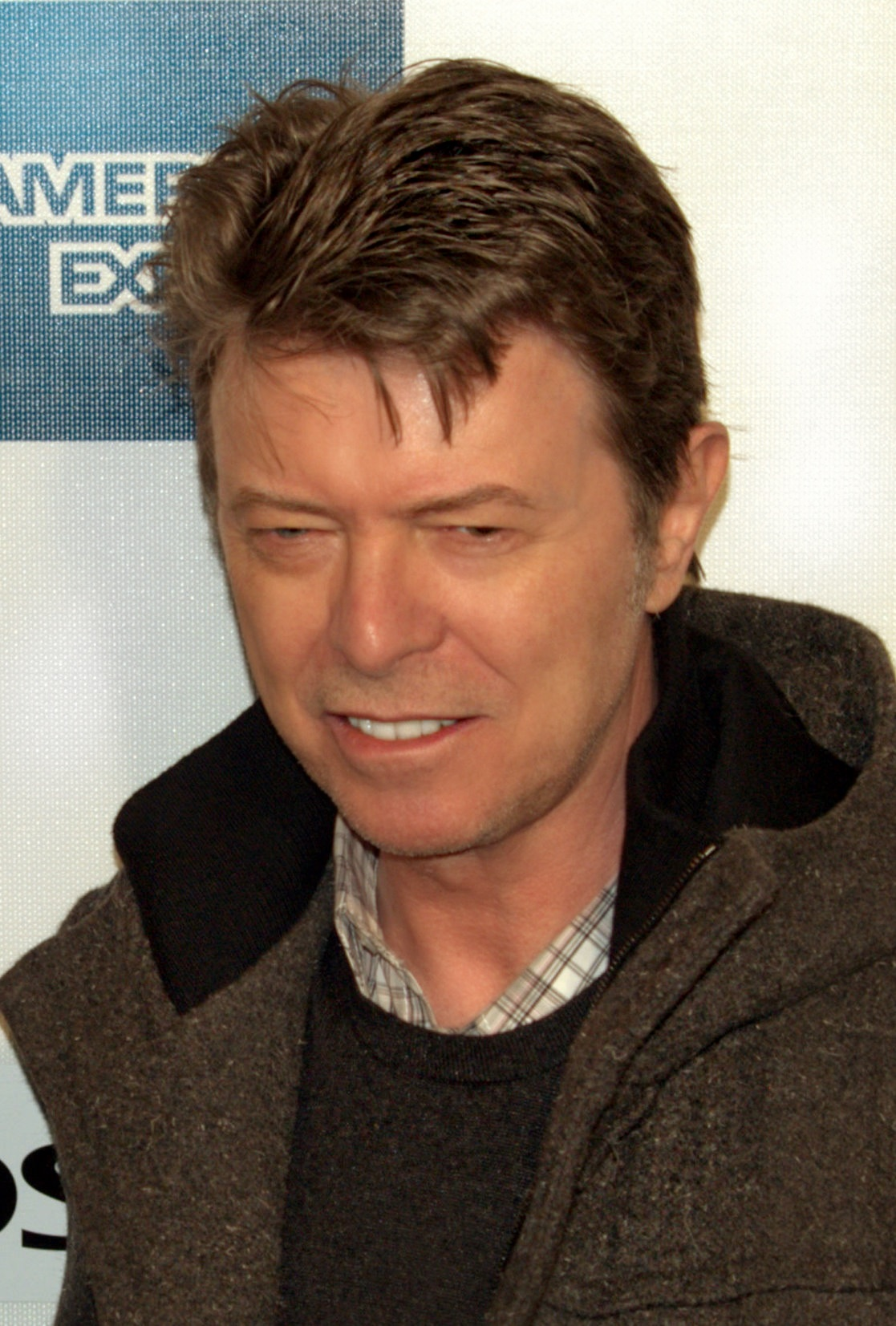
David Bowie en 2009.

Cet article liste la filmographie du chanteur britannique David Bowie.

## Comme acteur

### Au cinéma
- 1967 : The Image de Michael Armstrong : le garçon[1]
- 1969 : The Virgin Soldiers de John Dexter (en) : un soldat
- 1976 : L'Homme qui venait d'ailleurs (The Man Who Fell to Earth) de Nicolas Roeg : Thomas Jerome Newton
- 1979 : C'est mon gigolo (Schöner Gigolo, armer Gigolo) de David Hemmings : Paul Ambrosius von Przygodski
- 1981 : Moi, Christiane F., 13 ans, droguée, prostituée… (Christiane F. – Wir Kinder vom Bahnhof Zoo) d'Uli Edel : lui-même
- 1983 : Les Prédateurs (The Hunger) de Tony Scott : John
- 1983 : Furyo (Merry Christmas Mr. Lawrence) de Nagisa Ōshima : le major Jack Celliers, dit « Strafer »
- 1983 : Barbe d'or et les Pirates (Yellowbeard) de Mel Damski : The Shark (non crédité)
- 1984 : Jazzin' for Blue Jean de Julien Temple (vidéo) : Screamin' Lord Byron / Vic
- 1985 : Série noire pour nuit blanche (Into the Night) de John Landis : Colin Morris
- 1986 : Absolute Beginners de Julien Temple : Vendice Partners
- 1986 : Labyrinthe (Labyrinth) de Jim Henson : Jareth, le roi des gobelins
- 1988 : La Dernière Tentation du Christ (The Last Temptation of Christ) de Martin Scorsese : Ponce Pilate
- 1991 : The Linguini Incident de Richard Shepard : Monte
- 1992 : Twin Peaks: Fire Walk with Me de David Lynch : Phillip Jeffries
- 1996 : Basquiat de Julian Schnabel : Andy Warhol
- 1998 : Il Mio West de Giovanni Veronesi : Jack Sikora
- 1999 : Everybody Loves Sunshine d'Andrew Goth : Bernie
- 2000 : Mr. Rice's Secret de Nicholas Kendall : Mr. Rice
- 2001 : Zoolander de Ben Stiller : lui-même
- 2006 : Arthur et les Minimoys de Luc Besson : Maltazard (voix)
- 2006 : Le Prestige (The Prestige) de Christopher Nolan : Nikola Tesla
- 2008 : August d'Austin Chick : Cyrus Ogilvie
- 2008 : College Rock Stars (Bandslam) de Todd Graff : lui-même

### À la télévision
- 1968 : Theatre 625 (en) : un danseur (épisode The Pistol Shot)
- 1970 : Pierrot in Turquoise, or the Looking Glass Murders : Cloud
- 1973 : The 1980 Floor Show : lui-même (émission de divertissement)
- 1975 : Cracked Actor : lui-même (documentaire)
- 1982 : Baal : Baal
- 1982 : The Snowman : le narrateur
- 1991 : Dream On : Sir Roland Moorcock (2 épisodes)
- 1999-2000 : Les Prédateurs : Julian Priest (22 épisodes)
- 2006 : Extras : lui-même (1 épisode)
- 2007 : Bob l'éponge : Lord Royal Highness (voix, 1 épisode)
- 2017 : Twin Peaks: The Return : Philip Jeffries (images d'archives)

### En vidéo
- 1983 : Ziggy Stardust and the Spiders from Mars (tourné en 1973)
- 1984 : Love You till Tuesday (tourné en 1969)
- 1984 : Serious Moonlight
- 1988 : Glass Spider
- 1992 : Oy Vey, Baby: Tin Machine Live at the Docks
- 1993 : David Bowie: Black Tie White Noise

## Comme producteur
- 1994 : Freischütz (Bűvös vadász) d'Ildikó Enyedi
- 1996 : Passage pour le paradis (Passaggio per il paradiso) d'Antonio Baiocco (it)
- 2006 : Scott Walker: 30 Century Man (en), documentaire de Stephen Kijak sur Scott Walker

## Bandes originales
- 1979 : C'est mon gigolo : The Revolutionary Song
- 1979 : Radio On : Heroes/Helden
- 1981 : Moi, Christiane F., 13 ans, droguée, prostituée... : V-2 Schneider, TVC 15, Heroes/Helden, Boys Keep Swinging, Sense of Doubt; Station to Station, Look Back in Anger, Stay, Warszawa
- 1982 : Baal : Baal's Hymn
- 1982 : La Féline : Cat People
- 1984 : Seize Bougies pour Sam (Sixteen Candles) de John Hughes : Young Americans
- 1984 : Boy Meets Girl : When I Live My Dream
- 1985 : Le Jeu du faucon : This Is Not America
- 1986 : Absolute Beginners : Absolute Beginners, That's Motivation
- 1986 : Labyrinthe : Opening Titles Including Underground, Magic Dance, Chilly Down, As The World Falls Down, Within You, Underground
- 1986 : Mauvais Sang : Modern Love
- 1986 : Quand souffle le vent : When the Wind Blows
- 1988 : Futur immédiat, Los Angeles 1991 : Scary Monsters
- 1988 : Rock Gibraltar : I Can't Explain
- 1990 : Pretty Woman : Fame 90
- 1991 : Les Amants du Pont-Neuf : Time Will Crawl
- 1991 : Contretemps : Golden Years
- 1992 : Cool World : Real Cool World
- 1992 : Hellraiser 3 : Baby Universal
- 1995 : Clueless : Fashion, All The Young Dudes
- 1995 : Hackers : Little Wonder
- 1995 : Seven : The Hearts Filthy Lesson
- 1995 : Showgirls : I'm Afraid of Americans
- 1996 : Breaking the waves : Life on Mars
- 1996 : The Sunchaser : Suffragette City
- 1996 : Trainspotting : Lust for Life, Nightclubbing
- 1997 : Ice Storm : I Can't Read
- 1997 : Lost Highway : I'm deranged
- 1997 : Parties intimes : Let's Dance
- 1997 : Les Rois du Texas : Law
- 1997 : Le Saint : Dead Man Walking
- 1997 : The Last of the High Kings : All The Young Dudes
- 1997 : The Big One : Panic in Detroit
- 1997 : Tueurs à gages : Under Pressure
- 1998 : Basquiat : Lust for Life, A Small Plot of Land
- 1998 : La Fille d'un soldat ne pleure jamais : Fame
- 1998 : Firestorm : Cat People
- 1998 : Godzilla : Heroes
- 1998 : Radio flèche : Rebel Rebel
- 1998 : The Doom Generation : Ice Ice Baby
- 1998 : The Faculty : Changes
- 1998 : Titanic Town : Rock'n'Roll Suicide
- 1998 : Wedding Singer : Demain, on se marie ! : China Girl
- 1998 : Without Limits : John, I'm Only Dancing
- 1998 : Whatever : Janine
- 1999 : Detroit Rock City : Rebel Rebel
- 1999 : Ma meilleure ennemie : Under Pressure
- 1999 : Passé virtuel : Little Wonder
- 1999 : Stigmata : The Pretty Things Are Going to Hell
- 2000 : American Psycho : Something in the Air
- 2000 : Antitrust : Heroes
- 2000 : Attraction : Man Without A Mouth
- 2000 : Down to You : Young Americans
- 2000 : Memento : Something in the Air
- 2000 : Next Friday : Fame
- 2000 : L'Obscénité et la Fureur : The Jean Genie
- 2000 : Presque célèbre : I'm Waiting for the Man
- 2000 : Rancid Aluminium : Survive
- 2001 : 15 minutes : Fame
- 2001 : À ma sœur ! : The Pretty Things Are Going to Hell
- 2001 : Chevalier : Golden Years
- 2001 : Dogtown and Z-Boys : Aladdin Sane, Rebel Rebel
- 2001 : Intimité : Candidate, The Motel
- 2001 : Moulin Rouge : Nature Boy, Diamond Dogs, Elephant Love Medley
- 2001 : The Parole Officer : Heroes
- 2001 : Save the Last Dance : Bad Boyz
- 2001 : Training Day : American Dream
- 2001 : Zoolander : Let's Dance
- 2002 : 40 jours et 40 nuits : Under Pressure
- 2002 : Les Aventures de Mister Deeds : Space Oddity
- 2002 : Moonlight Mile : Sweet Head
- 2002 : Séduction en mode mineur : Changes
- 2003 : Charlie's Angels : Rebel, Rebel
- 2003 : Dogville : Young Americans
- 2003 : Janis et John : Tonight
- 2003 : Rock Academy : Moonage Daydream
- 2003 : The Mother : Space Oddity
- 2003 : Underworld : Bring Me the Disco King
- 2004 : Fashion Maman : Fashion
- 2004 : Land of Plenty : Looking for Water
- 2004 : Moi, Peter Sellers : Space Oddity
- 2004 : Riding Giants : Stay
- 2004 : Shrek 2 : Changes
- 2004 : The Girl Next Door : Under Pressure
- 2004 : La Vie aquatique : Ziggy Stardust, Starman, Life on Mars, Oh! You Pretty Things, Changes, Rebel Rebel, Lady Stardust, Space Oddity, Five Years, Life on Mars?, When I Live My Dream, Queen Bitch
- 2005 : Chromophobia : Heroes
- 2005 : C.R.A.Z.Y. : Space Oddity
- 2005 : Furtif : (She Can) Do It
- 2005 : Kinky Boots : The Prettiest Star
- 2005 : Lord of War : Young Americans
- 2005 : Les seigneurs de Dogtown : Success, Suffragette City
- 2005 : Manderlay : Young Americans
- 2005 : The Business : Modern Love
- 2005 : Three Dollars : We Are the Dead
- 2006 : Air Guitar Nation : Heroes
- 2006 : Alpha Dog : Wild Is the Wind
- 2006 : Arthur et les Minimoys : Let's Dance
- 2006 : Confession d'un cannibale : Heroes
- 2006 : L'Intouchable : Sunday
- 2006 : La Jeune Fille de l'eau : Soul Love
- 2006 : Kiltro : Modern Love
- 2006 : Kurt Cobain About a Son : The Man Who Sold the World
- 2006 : Playboy à saisir : Rebel, Rebel
- 2007 : Control : Drive-In Saturday, The Jean Genie, Sister Midnight, Warszawa
- 2007 : Cours toujours Dennis : Queen Bitch
- 2007 : Les Femmes de ses rêves : Suffragette City, Ashes to Ashes, Rebel Rebel, Under Pressure, Queen Bitch
- 2007 : La Guerre selon Charlie Wilson : Let's dance
- 2006-2007 : Life on Mars : Life on Mars ?, The Jean Genie, Starman, Aladdin Sane, Changes
- 2007 : Juno : All the Young Dudes
- 2007 : La Nuit nous appartient : Let's Dance
- 2008 : Flashbacks of a Fool : The Jean Genie, It Ain't Easy
- 2008 : Harvey Milk : Queen Bitch
- 2008 : JCVD : Modern Love
- 2008 : Las Vegas 21 : Hold My Hand
- 2008 : Le premier jour du reste de ta vie : Time
- 2008-2010 : Ashes to Ashes : Ashes to Ashes, Under Pressure, Let's Dance
- 2009 : Adventureland : Modern Love
- 2009 : L'affaire Farewell : Under pressure
- 2009 : FlashForward : Scary Monsters
- 2009 : Good Morning England : Let's Dance
- 2009 : Inglourious Basterds : Cat People
- 2009 : Suck : Here Comes The Night
- 2009 : The Office (saison 5, épisode 27) : Cat People
- 2010 : Arthur 3 : La Guerre des deux mondes : Rebel Rebel
- 2010 : Les Petits Mouchoirs : Moonage Daydream
- 2010 : Les Runaways : Lady Grinning Soul, Rebel Rebel
- 2010 : Thérapie de couples : Modern Love
- 2011 : Et soudain, tout le monde me manque : Modern Love
- 2011 : The Green Hornet : Heroes
- 2012 : Frances Ha : Modern Love
- 2012 : Jack Reacher : Young Americans
- 2012 : Le Monde de Charlie : Heroes
- 2012 : The Imposter : Queen Bitch
- 2013 : A Very Englishman : The Jean Genie
- 2013 : Les Gamins : Lust for Life
- 2013 : La Vie rêvée de Walter Mitty : Space Oddity
- 2014 : Before I Disappear : Five Years
- 2014 : Les Gardiens de la Galaxie : Moonage Daydream
- 2015 : Foxcatcher : Fame
- 2015 : Jamais entre amis : Modern Love
- 2015 : Seul sur Mars : Starman
- 2015 : Mad Men (saison 7, épisode 12) : Space Oddity
- 2016 : Tous en scène : Under Pressure
- 2017 : Valérian et la Cité des mille planètes : Space Oddity
- 2017 : Atomic Blonde : Cat People, Under Pressure
- 2017 : Le Musée des Merveilles : Space Oddity
- 2018 : The House that Jack Built : Fame
- 2018 : Swing Kids : Modern Love
- 2019 : The Crown (saison 3, épisode 9) : Starman
- 2019 : Jojo Rabbit : Helden
- 2021 : House of Gucci : Ashes to Ashes
- 2021 : Licorice Pizza : Life On Mars?
- 2022 : Top Gun: Maverick : Let's Dance
- 2022 : Aftersun : Under Pressure
- 2022 : Glass Onion : Une histoire à couteaux tirés : Star, Starman
- 2024 : Challengers : Time Will Crawl
- 2024 : C'est pas moi : When I Live My Dream, Modern Love, Time Will Crawl, Lazarus

## Voix françaises
David Bowie n'a pas de voix française régulière, mais Edgar Givry et Bernard Alane l'ont doublé respectivement à trois et deux reprises.
| - Edgar Givry dans : - Labyrinthe (1er doublage) - Absolute Beginners - Twin Peaks: Fire Walk with Me - Bernard Alane dans : - Basquiat - Le Prestige | et aussi - Jean-Pierre Leroux dans L'Homme qui venait d'ailleurs - Claude Giraud (*1936 - 2020) dans Les Prédateurs - Michel Papineschi dans Furyo - Jean-Claude Balard (*1935 - 2022) dans Série noire pour une nuit blanche - Julien Roy dans Labyrinthe (2e doublage) - Pascal Renwick (*1954 - 2006) dans La Dernière Tentation du Christ - Alain Libolt dans The Linguini Incident - Pascal Germain dans Zoolander - Alain Bashung (*1947 - 2009) dans Arthur et les Minimoys (voix) |

## David Bowie comme personnage
En 2016, David Bowie apparait sous les traits de Noah Bean dans un épisode de la série télévisée Vinyl. En 2019, débute le tournage d'un film biographique centré sur l'année 1971, Stardust. David Bowie y est incarné par Johnny Flynn.